# Veoh
A Veoh TV egy amerikai bázisú (San Diego, Kalifornia) internetes alapú televíziószolgáltató.

## Története
Magát a Veohot 2003-ban alapította Dmitry Shapiro. A cég 2005 szeptemberében fejlesztett előzetes verziója után 2006 márciusában megjelent a béta verzió. A végső változatot végül 2007 szeptemberében hozták nyilvánosságra. Az induláshoz szükséges 40 millió dollárt vállalkozási tőkéből és médiaipari befektetőktől szerezték:
- Time Warner, Michael Eisner’s Tornante Company
- Spark Capital
- Shelter Capital Partners
- Tom Freston's Firefly3 LLC
- Jonathan Dolgen

2008 május végétől a szolgáltatást 170 országban, többek közt Magyarországon is elérhetetlenné tették, arra hivatkozva, hogy fejlődő országok, így a szolgáltatás fenntartása veszteséges. Egy nem hivatalos interjúban arra hivatkoztak, hogy az érintett országok szokásai, kultúrája merőben eltér az általuk ismerttől. Többen, akik komolyan vették ezt, illetve az érintett országokban élnek, rasszizmussal és sznob bigottsággal vádolták a vezetőséget.

## Felépítése
A csatornán nincsenek visszatérő műsorok, illetve nincs időhöz kötött programterv. Nincsenek a közszolgálati televíziókra jellemző különböző társadalmi osztályokat, különböző korosztályokat kielégítő műsoraik. Ehelyett a Veoh felhasználói által feltöltött videók és mozgóképek alkotják a választékot, melyek kategóriába sorolva találhatóak meg a Veoh oldalán, melyet egy ingyenesen letölthető Veoh programmal lehet elérni.
A Youtube internetes oldallal szemben a Veoh lapjáról letölthetőek a feltöltött filmek, videók, melyeket egy ingyenes regisztráció után lehet letölteni, illetve elérhetőek más online adások.